# Helmuth Johannes Ludwig von Moltke
Pour les autres membres de cette famille, voir Moltke et pour les homonymes, voir Helmuth von Moltke.
Helmuth Johann Ludwig, comte von Moltke, né à Gersdorf dans le grand-duché de Mecklembourg-Schwerin le 25 mai 1848 et mort à Berlin le 18 juin 1916, est un général prussien. Il a servi comme chef du Grand État-Major général de l'armée allemande de 1906 à 1914, assurant le commandement pendant les six premières semaines de la Première Guerre mondiale avant d'être remplacé.
Responsable de la planification en temps de paix (le plan Schlieffen-Moltke, plan utilisé pendant la Première Guerre mondiale) puis du déploiement des troupes allemandes lors de la mobilisation d'août 1914, il est souvent présenté comme un des responsables de la défaite allemande lors de la première bataille de la Marne en septembre 1914.

## Famille
Helmuth Johannes Ludwig von Moltke est le fils d'Adolf von Moltke (de) (1804-1871), un fonctionnaire danois, représentant des duchés de Schleswig-Holstein à Copenhague (Schleswig-Holstein-Lauenburgische Kanzlei (de)), avant que ces duchés deviennent une province prussienne en 1867. Le frère d'Adolf est Helmuth Karl Bernhard von Moltke (dit « Moltke l'Aîné »), le général prussien puis maréchal et surtout ancien chef de l'État-Major général pendant les guerres de 1866 contre l'Autriche et de 1870-1871 contre la France. Helmuth Johannes Ludwig von Moltke étant le neveu du maréchal, sa carrière a bénéficié de ce nom prestigieux.
En 1878, Helmuth von Moltke se marie avec Eliza Hvitfeld (1859-1932) ; ils eurent deux filles et deux fils. Son frère, Friedrich von Moltke (1852-1927), fut ministre de l'Intérieur et ministre d'État de Prusse, tandis que son petit-fils, Helmuth James von Moltke (1907-1945), fut un des opposants au nazisme exécutés après le complot du 20 juillet 1944.

## Début de carrière
Il intègre l'armée en avril 1869, comme Portepee-Fähnrich au 86e régiment de fusiliers (de) à Flensbourg. Il est affecté le 23 avril 1870 au 7e régiment de grenadiers qui tient garnison à Liegnitz, avec lequel il participe à la guerre franco-prussienne de 1870 : cité pour bravoure, il est décoré de la croix de fer, puis passe au grade de Sekonde-Lieutenant le 23 septembre 1870.
Le 16 juillet 1872, Moltke le Jeune est transféré au 1er régiment à pied de la Garde, à Potsdam, puis intègre le 1er octobre 1875 la Kriegsakademie à Berlin. Promu au grade de Premier-Lieutenant le 15 septembre 1877, il rejoint son précédent régiment le 30 juin 1878, puis devient membre du Grand État-Major général à Berlin en 1880. Nommé Hauptmann le 18 avril 1882, puis Major le 15 octobre 1888, il exerce les fonctions d'adjudant auprès de son oncle en 1889. Le 28 avril 1891, alors qu'Alfred von Schlieffen devient le nouveau chef de l'État-Major, Moltke le Jeune est nommé aide de camp de l'empereur (Flügeladjutant) avec le commandement de la compagnie des gardes du château (Schloßgarde Kompanie).
La faveur impériale et son nom prestigieux lui offrent une carrière rapide : le 27 janvier 1893, il passe au grade d’Oberst-Lieutenant, puis le 18 août 1895 d’Oberst. Le 12 septembre 1896, il obtient le commandement du 1er régiment de grenadiers de la Garde, à Berlin, puis le 25 mars 1899 de la 1re brigade d'infanterie de la Garde à Potsdam avec le grade de Generalmajor. Le 27 janvier 1902, il obtient le commandement de la 1re division de la Garde, à Berlin, avec le grade de Generalleutnant. En 1902, il réintègre la Cour, au sein du cabinet militaire impérial, comme Generaladjutant.

## Chef de l'État-Major
Le 16 février 1904, l'empereur le place au sein du Grand État-Major général, avec la fonction de quartier-maître général (Generalquartiermeister) auprès de Schlieffen, avant de prendre le rôle de celui-ci comme chef de l'État-Major général (Generalstabschef) le 1er janvier 1906, devenant General der Infanterie le 16 octobre 1906, puis Generaloberst le 27 janvier 1914.
En tant que chef du Grand État-Major général, Moltke a la responsabilité en temps de paix des nominations aux grades et fonctions de tous les officiers allemands, ainsi que les choix d'équipement : c'est sous son autorité que sont lancés les programmes d'obusiers de 105 et de 420 mm, ainsi que le développement de l'aéronautique militaire. Il dirige aussi la mise à jour annuelle du plan de déploiement de l'armée allemande ; les plans pour les années 1912, 1913 et 1914 sont préparés en collaboration avec ses subordonnés les lieutenants-colonels Erich Ludendorff, Hermann von Kuhl et Gerhard Tappen. Ce plan, surnommé le plan Schlieffen, prévoit de masser la majeure partie de l'armée allemande à l'ouest, notamment face à la Belgique et aux Pays-Bas : la traversée de ces pays permettant de contourner par le nord les fortifications de l'Est français. Cette idée de base datant de 1905, Moltke l'a modifié jusqu'en 1914 pour l'adapter au contexte (d'où l'autre nom de « plan Schlieffen-Moltke »), avec essentiellement l'interdiction de passer par les Pays-Bas, le besoin de prendre Liège en tentant un coup de main, le renforcement de l'aile gauche (en Alsace-Lorraine) jugée trop faible et le choix de ce plan comme seul applicable (aucun autre plan n'est prévu à partir de 1913).
À partir de 1910, Moltke est malade (du gros intestin et du foie) ; malgré les cures thermales annuelles, son état de santé se dégrade en 1913, le diminuant physiquement et intellectuellement. Le 25 juillet 1914, il quitte sa cure à Karlsbad pour rejoindre son poste à Berlin.

### Déclenchement de la guerre

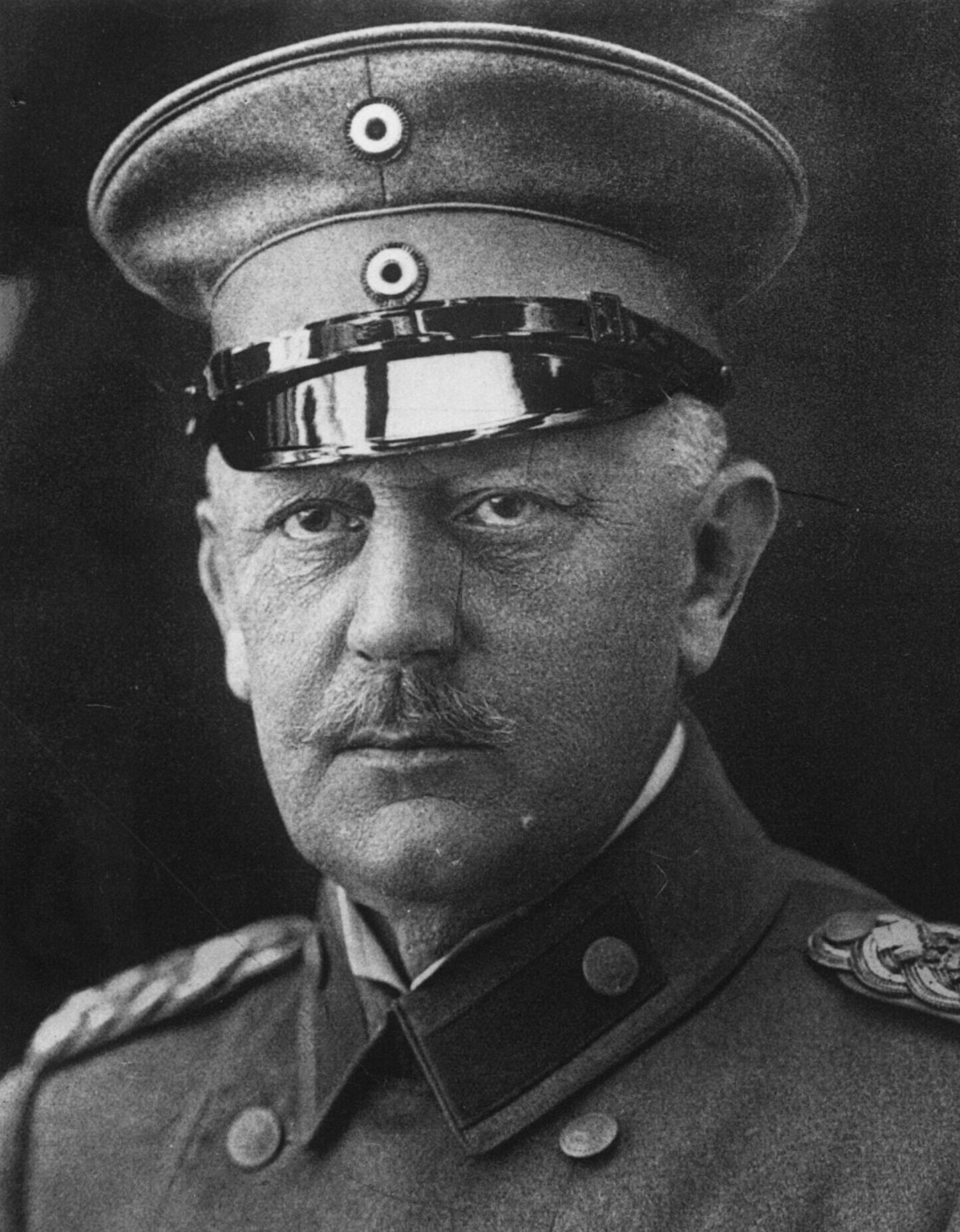
Helmuth von Moltke en 1914.

Inquiet pour le devenir de l’hégémonie allemande sur le continent européen, il est partisan d'une guerre préventive contre l'Empire russe qui représente un péril grandissant, tant en raison de son énorme potentiel démographique et industriel que de l’accroissement sensible de son budget militaire, destiné notamment à renforcer sa marine de guerre. La crise entre l’Autriche-Hongrie et la Serbie, qui suit l’assassinat de l’archiduc François-Ferdinand, lui en offre l'occasion : il intervient auprès de Guillaume II pour cautionner l'ultimatum autrichien à la Serbie contre l'avis du chancelier Bethmann-Hollweg et pour refuser la réponse serbe, malgré la mise en garde de l'ambassadeur d'Allemagne à Londres, le prince Lichnowsky. En aidant l'Autriche contre la Serbie, l’Allemagne va favoriser l'escalade diplomatique avec la Russie (qui protège la Serbie) puis la France (qui est l'alliée de la Russie), processus qui aboutira à la Première Guerre mondiale. Moltke est ainsi considéré par les historiens Craig, Fischer et Mombauer comme un des responsables du déclenchement de la guerre.
Le 27 juillet 1914, la section III.b du Grand État-Major général chargé de l'espionnage informe Moltke que l'armée russe a pris depuis le 25 des mesures de précaution prévues en « période de préparation à la guerre » : en conséquence le 28 juillet, le chancelier ordonne d'appliquer des mesures de sécurité concernant les frontières. Le 30 juillet 1914, l'Empire russe et l'empire d'Autriche-Hongrie ordonnent leur mobilisation, ce qui ne peut pas avoir d'autre conséquence que l'inévitable mobilisation allemande. Le 31 juillet à 12 h, est décrété l'« état de danger de guerre » (Kriegsgefahrzustand), permettant de commencer une partie des réquisitions, la fermeture des frontières, la surveillance des voies de communication et le rappel de certains réservistes. Toujours le 31, l'Allemagne adresse deux ultimatums à la rédaction desquels Moltke aurait participé, d'une part à la Russie pour exiger sa démobilisation immédiate, d'autre part à la France pour exiger qu'elle reste neutre,.
Le 1er août, un malentendu fait croire au gouvernement allemand que le Royaume-Uni garantit la neutralité française si l'Allemagne renonce à tout acte d'hostilité envers la France : l'empereur ordonne donc à 17 h au général Moltke de suspendre le déploiement de l'armée allemande à l'ouest et d'en masser la majorité face à la Russie (« Marchons carrément avec toute l'armée vers l'Est »). Si Moltke répond que c'est impossible (« Si Votre Majesté persiste à conduire à l'Est toutes les forces allemandes, nous ne disposerons plus que de bandes désordonnées d'hommes armés sans ravitaillement, au lieu de troupes prêtes à combattre. »), Guillaume maintient son ordre après lui avoir dit que « votre oncle m'aurait fait une autre réponse ! », avec rappel immédiat des unités de couverture : Moltke sort effondré de cette réunion. Mais le malentendu est levé en soirée par un télégramme de George V ; à 23 h, l'empereur convoque de nouveau Moltke et lui déclare : « Maintenant, vous pouvez faire ce que vous voulez ». La mobilisation commence donc le lendemain matin avec application du plan de déploiement comme prévu : la 16e division est de toute façon déjà entrée au Luxembourg (en application du plan pour couvrir le déploiement). Moltke écrira plus tard : « Il est impossible de décrire l'humeur dans laquelle je suis rentré à la maison, j'étais comme brisé, et versais des larmes de désespoir [...] C'était ma première expérience sérieuse dans cette guerre. Je n'ai pas pu dépasser les impressions de cette expérience. Elle brisa quelque chose en moi qui n'était plus reconstructible. Ma confiance et mon assurance en furent ébranlées ».

### Opérations d'août à septembre 1914
Lors de la mobilisation allemande de 1914, le Grand État-Major général devient le noyau du commandement suprême de l'armée allemande (Oberste Heeresleitung : OHL), sous le commandement purement nominal de l'empereur ; Moltke le Jeune est nommé chef de l'État-Major général de l'armée en campagne (Chef des Generalstabes des Feldheeres), avec la charge de la conduite réelle de la guerre. Étant donné son état de santé, son épouse (Eliza von Moltke-Huitfeldt) demande et obtient de l'empereur l'autorisation d'accompagner Moltke lors du déménagement de l'OHL à Coblence le 17 août, pour surveiller son régime alimentaire et lui servir d'infirmière. Moltke avait conscience de ne pas être totalement à la hauteur et disait : « Je suis trop scrupuleux, j'ai le sang trop lourd et je ne peux pas tout risquer en une seule décision, comme mon oncle ou le Grand Frédéric ». Cette intuition allait se vérifier en août-septembre 1914 lorsqu'il eut la charge du commandement des forces allemandes.
La première moitié d'août 1914 est consacrée essentiellement à la mobilisation des réservistes et au déploiement des troupes le long des frontières, en application du plan préparé en temps de paix par le Grand État-Major général. Pendant ce temps, Moltke fait attaquer la place forte de Liège dès la nuit du 5 au 6 août ; ce coup de main ne réussissant que partiellement (la ville est prise mais les forts résistent), il ordonne un siège en règle qui se termine le 16 août. Moltke est malgré tout félicité par l'empereur. Du 21 au 23 août, les différentes armées allemandes écrasent leurs adversaires françaises ainsi que celle britannique lors de la bataille des Frontières : la victoire semble acquise sur le front de l'Ouest, les troupes allemandes marchent sur Paris. Les nouvelles alarmantes du front de l'Est décident Moltke le 22 août de remplacer à la tête de la 8e armée allemande le général von Prittwitz par le général Hindenburg et le 25 août de transférer deux corps d'armée et une division de cavalerie du front de l'Ouest vers le front russe. Au même moment, l'état de santé de Moltke l'oblige à s'aliter, laissant les principaux officiers de l'OHL prendre de nombreuses initiatives, à tel point que des historiens ont parlé d'un « conseil de direction » le remplaçant partiellement, composé des chefs de section Gerhard Tappen (section opérations), Richard Hentsch (section renseignement) et Wilhelm von Dommes (section politique). Selon le major Hans Tieschowitz von Tieschowa (premier officier adjoint du chef de l'État-Major général), « Ces trois hommes furent ceux qui conduisirent effectivement les opérations jusqu'à la bataille de la Marne. À von Moltke, son état nerveux lui interdisait de travailler sérieusement ».
Moltke étant malade et ébranlé par les premières difficultés, sa femme Eliza, membre de la Société théosophique, fait venir à son chevet le 27 août 1914 Rudolf Steiner. Le même 27 août, Moltke envoie à ses commandants d'armée une Directive générale de la Direction suprême pour la continuation des opérations : il prévoit l'encerclement de Paris (y compris par l'ouest de l'Oise), la traversée de la Champagne et le siège de la place de Verdun. Mais le 30, il modifie ses ordres à la suite du changement d'axe de la 1re armée allemande : désormais toute l'aile droite allemande marche à l'est de Paris. Cette situation est mise à profit par l'État-Major français qui a considérablement renforcé son aile gauche en utilisant le transport ferroviaire : le 5 septembre, le général Joffre, l'homologue de Moltke, ordonne une contre-offensive générale, déclenchant la première bataille de la Marne. Si les premiers jours l'État-Major allemand est optimiste, Moltke (à Luxembourg) a du mal à communiquer avec ses subordonnés et s'inquiète : il envoie le 8 septembre le lieutenant-colonel Hentsch faire le tour des états-majors. Le 9, c'est en présence de Hentsch que les chefs de la 2e armée allemande (Bülow et Lauenstein) prennent la décision de battre en retraite, suivie de ceux de la 1re (Kluck et Kuhl) et 3e armées. À 15 h 45 le 9, Moltke est mis au courant.
Le 11 septembre, Moltke quitte Luxembourg où réside l'empereur et l'OHL pour se rendre auprès des états-majors des 5e, 4e, 3e et 2e armées (Kluck est alors à Reims), en compagnie des colonels Tappen et Dommes : c'est lors de ce voyage qu'il ordonne le repli général. Le 12 septembre, il aurait déclaré à Hermann von Stein en se jetant à son cou : « La campagne est perdue ! » Le soir, l'empereur envoie Hans von Plessen pour constater l'état du chef de l'État-Major : « Vers 22 heures, je le trouvais assis à une petite table avec son épouse qui — hélas ! — est revenue encore, et son chauffeur. Il était très agité, nerveux et voyait tout en noir. Je suis resté jusqu'à minuit auprès de lui et j'ai tenté de le calmer et de le consoler. À mes efforts s'est joint Hentsch, un officier réellement très intelligent, et il y a participé avec beaucoup de gentillesse ».
Après ce retrait allemand de la Marne, Moltke aurait rapporté au Kaiser : « Votre Majesté, nous avons perdu la guerre ». Il écrivit également à son épouse dans la nuit du 9 septembre : « Les choses ne se sont pas bien passées. Les combats à l'est de Paris ne nous ont pas été favorables, et nous aurons à payer pour les dommages que nous avons causés ».

### Finalement écarté du commandement

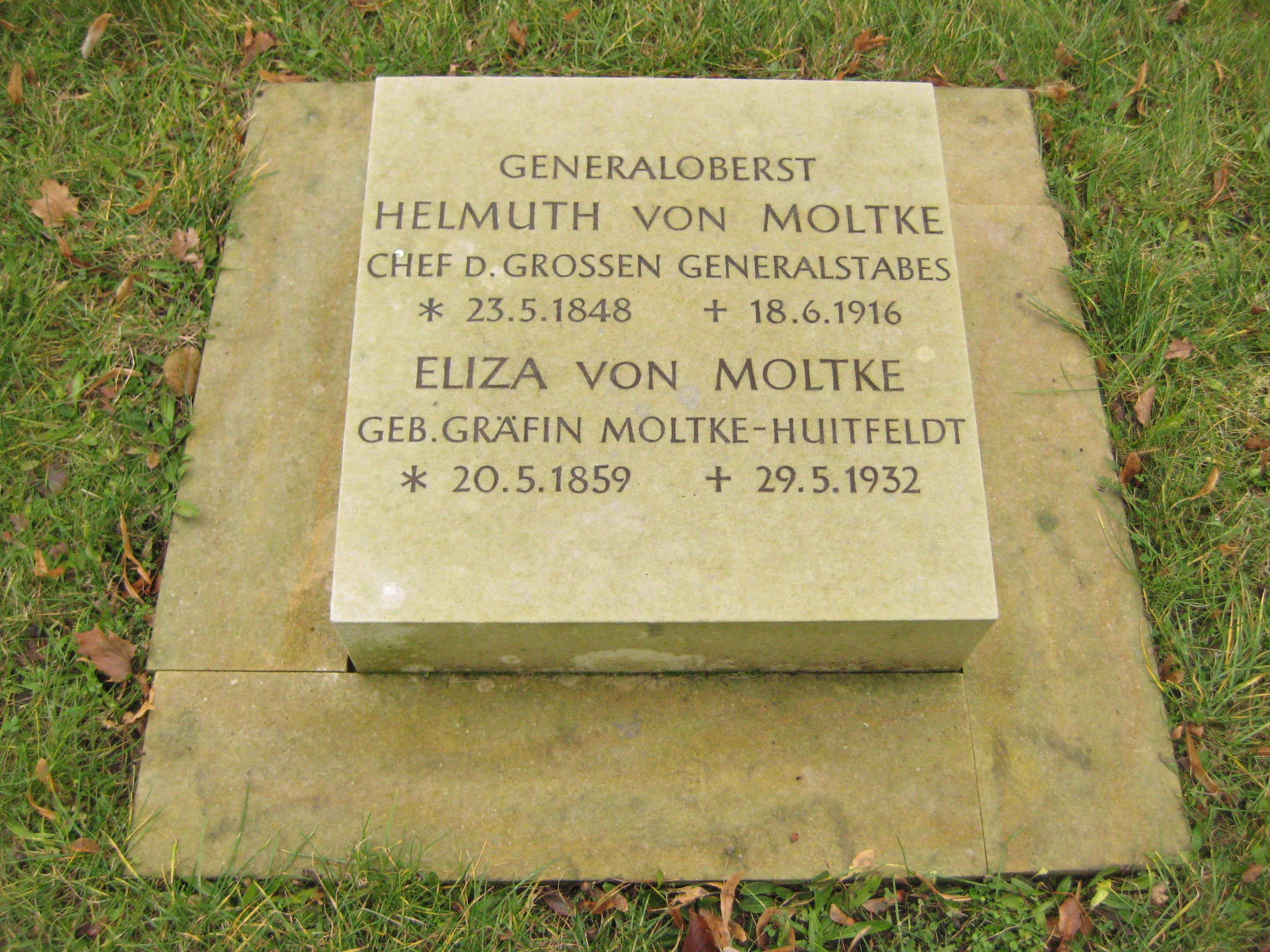
Tombe du général von Moltke et de son épouse au cimetière des Invalides de Berlin.

Dès le 10 août 1914, le chef du cabinet militaire, le général von Lyncker, avait annoncé au ministre de la Guerre du royaume de Prusse, le général von Falkenhayn, qu'« au cas où Moltke s'effondrait, il devait prendre ses fonctions ».
Le 13 septembre 1914, en conséquence de la défaite lors de la bataille de la Marne et de la fatigue du chef de l'État-Major, Lyncker insiste auprès de Guillaume pour remplacer Moltke par Falkenhayn. Le lendemain 14 septembre au matin, lors de son rapport quotidien de situation à l'empereur, ce dernier propose à Moltke de prendre quinze jours de repos, le général répond : « Je ne suis point malade ! Si Votre Majesté est mécontente de ma façon de conduire les opérations, je m'en vais ». Dans l'après-midi, Lyncker informe Moltke de la décision impériale : le quartier-maître général Stein est remplacé par Falkenhayn ; pour sauver les apparences, Moltke reste en poste mais est cependant écarté des cercles de commandement.
Le 24 septembre 1914, Moltke part pour assister au siège d'Anvers, tandis que sa femme Eliza retourne à Berlin. La prise d'Anvers vaut à Moltke un télégramme de félicitation ainsi que la décoration de la croix de fer de 1re classe. Le 3 novembre, il est officiellement remplacé par von Falkenhayn, avec sa nomination comme chef de l'État-Major général par intérim à Berlin.
Sa santé décline progressivement. Il reçoit la décoration Pour le Mérite le 7 août 1915. Il meurt d'une crise cardiaque lors des obsèques nationales du maréchal Colmar von der Goltz le 18 juin 1916, après avoir prononcé l'éloge funèbre de ce dernier lors de la cérémonie au Reichstag.

## Exactions allemandes

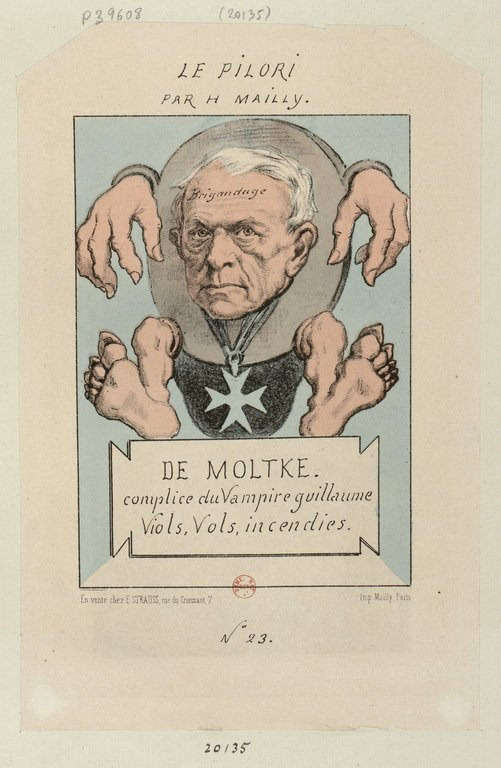
Tout comme ici pour son oncle, Moltke fut présenté par les Français comme responsable des exactions commise par des soldats de l'Armée allemande.

Dès le premier jour de l'invasion de la Belgique (le 4 août 1914), des exactions sont commises par les troupes allemandes. Moltke aurait ordonné des représailles[réf. nécessaire] contre les civils belges supposés aider les soldats de leur armée (notion de « franc-tireur ») : 118 civils fusillés à Soumagne, le 5 août ; 33 civils à Battice, le 6 août ; 218 victimes civiles à Andenne le 20 août ; 384 à Tamines et 650 à Dinant, le 23 août. La bibliothèque de Louvain, avec ses 230 000 volumes, est incendiée le 25 août.
En France le 24 août, les 22e, 122e et 156e régiments d'infanterie allemands massacrent 86 habitants de la petite ville de Longuyon en Lorraine, dont des femmes et des enfants. Le procureur général d'Amiens et tout le conseil municipal sont arrêtés comme otages. À Lille, le préfet Félix Trépont avec l’évêque, le maire et le recteur, dès l’entrée des Allemands dans la ville, le 13 octobre 1914, sont soumis au même régime, tandis que les employés du tramway sont sommairement exécutés, pour montrer que les menaces de représailles n'étaient pas des paroles en l'air. Ces pratiques continuent en France, jusqu'à la première bataille de la Marne. Plus de 15 000 maisons sont incendiées et plusieurs milliers de villageois belges et français sont ainsi sommairement exécutés, jusqu'au maire de Senlis, Eugène Odent, qui n'avait pas reçu l'Armée allemande « comme il aurait dû ».

« Quels fleuves de sang ont déjà coulé, quelle misère sans nom s'est abattue sur les innombrables innocents, dont la maison et la ferme ont été brûlés et dévastés — je suis parfois dépassé par une frayeur, quand je pense, et je le dois, qu'il me faudrait répondre de toutes ces horreurs, et pourtant je n'ai pu agir autrement que je n'ai fait. »

— Lettre de Moltke à son épouse, le 7 septembre 1914.
Moltke sous-estima gravement la puissance de l'opinion publique chez les Anglo-Saxons et les Français. Le résultat de ces tueries fut de braquer l'opinion publique des pays envahis contre le Reich, de durcir leur détermination à se défendre et de scandaliser l'opinion internationale, notamment aux États-Unis, où ces massacres sont habilement exploités par la propagande alliée. Ils justifient le blocus maritime britannique qui affame la population allemande et provoque des décès par malnutrition. Ils seront l'un des facteurs d'intervention des États-Unis dans la guerre, et donc de la défaite de l'Allemagne.